# Aplanodes
Aplanodes là chi thực vật có hoa trong họ Cải.